# Hyperacrius fertilis
Hyperacrius fertilis is een zoogdier uit de familie van de Cricetidae. De wetenschappelijke naam van de soort werd voor het eerst geldig gepubliceerd door True in 1894.

## Voorkomen
De soort komt voor in India en Pakistan.